# Grayling Fork Black

La rivière Grayling Fork Black est un cours d'eau d'Alaska, aux États-Unis située dans la  région de recensement de Yukon-Koyukuk. C'est un affluent de la rivière Black, qui est un des affluents de la rivière Porcupine, elle-même affluent du  fleuve Yukon.

## Description
Longue de 80 milles (129 km), elle prend sa source au Canada et coule en direction du nord-ouest vers la frontière puis en direction de l'ouest pour rejoindre la rivière Black à 36 milles (58 km) au nord-ouest de Midnight Hill.
Son nom local a été référencé en 1956 par R.C. Foley et T.E. Taylor de l'United States Geological Survey. Antérieurement, elle portait le nom de Orange Creek.

## Sources
- (en) « Grayling Fork Black », Geographic Names Information System